# Horst Wetterling
Horst Wetterling (* 1915 in Magdeburg; † 1986) war ein deutscher Erziehungswissenschaftler und Hochschullehrer.
Er lehrte zunächst als Dozent an der Adolf-Reichwein-Hochschule in Celle das Fach Pädagogik und wurde dort Ostern 1952 Professor. An den Nachfolgeinstitutionen Pädagogische Hochschule Osnabrück und Universität Osnabrück war er Lehrstuhlinhaber im Bereich der Erziehungswissenschaften und bis 1981 dort tätig. Seine Frau war Diplom-Chemikerin.
Wetterling befasste sich unter anderem mit der Wirkung des Fernsehens auf Kinder und leitete 1952 eine Studiengruppe, die sich mit dem Schulfernsehen befasste. Seit 1956 gehörte er zum Gutachtergremium der Ständigen Programmkonferenz der ARD und war Mitglied des Arbeitskreises Schulfernsehen. Er kritisierte die Zeichentrickfilme von Walt Disney als „Geschäftsprodukt einer Fabrik von Plattheit und Mache“.
Neben der Ausbildung von Volksschullehrern war einer seiner Schwerpunkte auch die Sexualpädagogik. So verteidigte er Ende der 1960er Jahre den Gutachter und Sexualforscher Hans Giese im Streit um die Veröffentlichungen des Journalisten Oswalt Kolle, der durch seine Texte und Filme zur sexuellen Aufklärung bekannt wurde.

## Veröffentlichungen (Auswahl)
- Das Fernsehen in pädagogischem Aspekt: Bemerkungen zur Wirksamkeit, zu den Möglichkeiten und Aufgaben eines Jugendprogramms im Fernsehen. Schriftenreihe der Evangelischen Akademie für Rundfunk und Fernsehen, München 1960
- Die produktive Strafe: Verlangen nach Sühne – Brav aus Angst – Beule um Beule? – Keine Schikane, Aufsatz in der Wochenzeitung Die ZEIT vom 16. Oktober 1964
- Behütet und betrogen: Das Kind in der deutschen Wohlstandsgesellschaft. Die Zeitbücher, Nannen-Verlag, Hamburg 1966
- (mit Siegfried Oppholzer) Schulführer: Handbuch für Erziehung und Unterricht. Wegner, Hamburg 1968
- Ist Autorität unmenschlich? Fromm, Osnabrück 1970
- Die Schule als Lernfabrik: wie unsere Kinder abgerichtet werden. Edition Interfrom, Zürich 1978